# 1990-ih
2. tisućljeće
◄ | 19. stoljeće | 20. stoljeće | 21. stoljeće | ►
◄ | 1960-ih | 1970-ih | 1980-ih | 1990-ih | 2000-ih | 2010-ih | 2020-ih | ►
1990. | 1991. | 1992. | 1993. | 1994. | 1995. | 1996. | 1997. | 1998. | 1999.

## Događaji i trendovi
- Domovinski rat za neovisnost i cjelovitost hrvatske države.
- Rat u Bosni i Hercegovini
- Nastali WWW i HTML, Microsoft izdao Windows 95 i kasnije Windows 98
- Rast popularnosti ska glazbe u Americi.
- Vrhunac popularnosti ska punka, trećeg vala ska.
- Papa Ivan Pavao II. posjećuje Hrvatsku 1994. i 1998.
- Rat na Kosovu od 1996. do 1999.
- Nelson Mandela 1994. postaje prvim crnim predsjednikom Južne Afrike

## Svjetska politika
- Raspad SFRJ-e, SSSR-a i Čehoslovačke, Ponovno ujedinjenje Njemačke, Zaljevski rat
- Osnovana Europska unija